# Анциболот
Анциболот, Анцибол, Анциболотник — в українській міфології демон, що живе на болотах, головний болотний чорт. Часто використовувалось як лайливе слово. Згадується в літературі з 18 століття.

## Етимологія
Слово анциболот, вочевидь, має балтійське походження, де в литовській ánčiabalis «качине болото», відповідно слово могло означати «той, хто належить до качиного болота».
Також є версія про запозичення з чеської мови, в якій могло бути результатом контамінації слів ancikrist «антихрист» та d'abel «чорт» або ж Belial, одне з новозаповітних імен Сатани. У такому разі зближення кінцевого компонента з основою слова «болото» відбулось пізніше.